# Führerprinzip

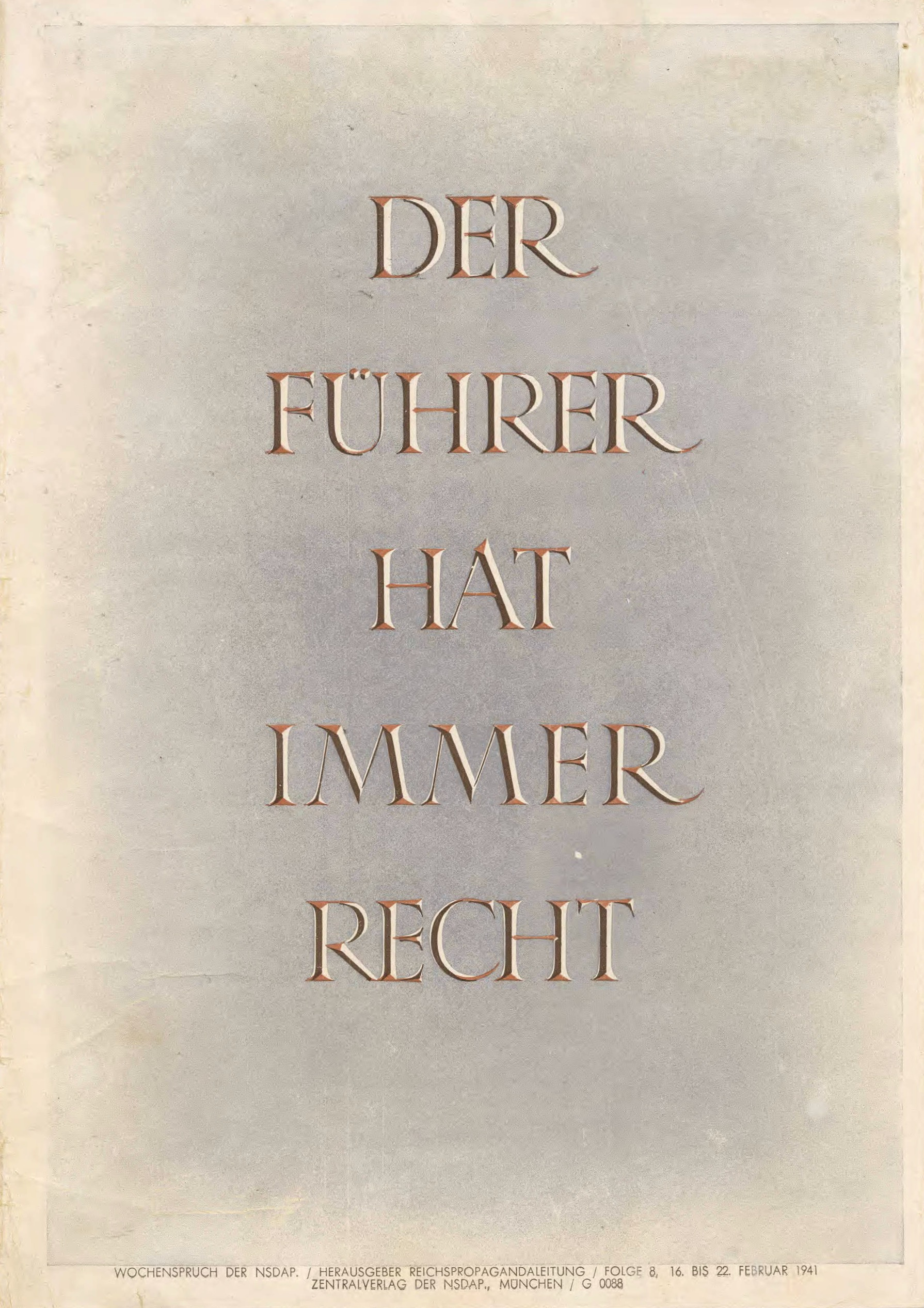
Wochenspruch der NSDAP, 16. Februar 1941

Das Führerprinzip, was sich auch im Ausdruck Führergrundsatz als „Grundsatz der unbedingten Führerautorität“ widerspiegelt, war ein politisches Konzept und eine Propagandaformel im deutschen Nationalsozialismus. Demnach sollte Adolf Hitler nicht nur militärisch, sondern entsprechend auch in allen politischen und rechtlichen Gebieten ohne Kontrollinstanzen die oberste Befehlsgewalt haben.
Das Führerprinzip ordnet im Allgemeinen eine Gruppe (ein Volk, eine Organisation etc.) ohne Einschränkungen den Entscheidungen des jeweiligen Führers unter. Das Führerprinzip beinhaltet die „Autorität jedes Führers nach unten und Verantwortlichkeit nach oben“. Demokratisch getroffene Mehrheitsentscheidungen finden nicht statt. Entscheidungen werden ausschließlich in diktatorischer Form von einer einzelnen Person getroffen, die maximal einzelne Berater hinzugezogen hat.

## Grundsätzliches
Das Führerprinzip war ein fundamentales Prinzip des Faschismus der Zwischenkriegszeit und seiner Führerparteien. In der sozialen Verfassung einer Gesellschaft ist es grundsätzlich gegen Demokratie und Parlamentarismus gerichtet. 
Das Dritte Reich verstand sich als „Führerstaat“ und bildete in idealtypischer Betrachtung, einen perfekten Ameisenstaat, in welchem „die da unten“ nichts und „die da oben“ alles zu sagen und zu bestimmen hatten.
In Deutschland ist der Kern des Überganges vom vor dem Nationalsozialismus herrschenden Parlamentarismus der Weimarer Republik zum in der Diktatur Hitlers bestehenden Führerprinzip im Ermächtigungsgesetz vom 24. März 1933 zu sehen, in dem der Reichstag der Reichsregierung die Möglichkeit überließ, Beschlüsse des Diktators bzw. seiner Regierung in der Form von Gesetzen und Verordnungen ohne jede Kontrolle für alle verbindlich zu machen. Dieses ungewöhnliche Gesetz – vorher waren Ermächtigungsgesetze nur für den äußersten Notfall gedacht, z. B. für kriegerische Auseinandersetzungen – wurde zum Prinzip des nationalsozialistischen Staates: Grundsätzlich sollte es zwar noch Beratungen, aber keinerlei Abstimmungen mehr geben, sondern es wurden – ganz oben oder an der obersten Stelle der jeweiligen Hierarchie – Entscheidungen getroffen. Diese Entscheidungen wurden entweder geheim gehalten oder in Form von Gesetzen, Verordnungen oder schriftlichen Anweisungen auf allen Ebenen von oben nach unten „durchgereicht“.
Mit dem Beschluss des Großdeutschen Reichstags vom 26. April 1942 wurde das Führerprinzip vollständig durchgesetzt und jede vorherige Einschränkung (wie. z. B. die im Beamtengesetz von 1937 noch vorgeschriebenen Dienstwege und -vorgesetzte) aufgehoben.
Nach der in der Zeit des Nationalsozialismus gültigen Definition des einflussreichen Verfassungsjuristen Ernst Rudolf Huber ist Führergewalt nicht durch Kontrollen gehemmt, sondern ausschließlich und unbeschränkt: „Die Führergewalt ist umfassend und total; sie vereinigt in sich alle Mittel der politischen Gestaltung; sie erstreckt sich auf alle Sachgebiete des völkischen Lebens; sie erfasst alle Volksgenossen, die dem Führer zu Treue und Gehorsam verpflichtet sind.“
Das Führerideal sollte dabei auch auf die jeweils tiefere Ebene in der Hierarchie ausstrahlen. In diesem Sinne wurde das diktatorische Führerprinzip bei der Reorganisierung von Unternehmen im Laufe der nationalsozialistischen Gleichschaltung angewendet, zum Beispiel in den Betrieben, deren Leiter zu „Betriebsführern“ umbenannt und mitsamt den Arbeitnehmern als „Gefolgschaft“ in Massenorganisationen eingegliedert wurden. So wurde versucht, den ideologisch unerwünschten Gegensatz in den Produktionsverhältnissen – zwischen den Inhabern der Produktionsmittel und den Arbeitern – sprachlich aufzulösen.
In der Praxis der Wirtschaft jedoch trat das Führerprinzip nur als Formel in Erscheinung, während die tatsächlichen Strukturen, Regeln und Verfahren etwa für Aufgabenverteilung und Informationsfluss nicht geändert wurden. Organisationstheoretisch blieb das Führerprinzip damit in der Regel eine leere Hülse ohne eigene Form.
Nach Morten Reitmayer hingegen erfreute sich bei den Unternehmern das Führerprinzip einiger Beliebtheit. Denn das Gesetz zur Ordnung der nationalen Arbeit unterwarf die als „Gefolgschaft“ bezeichneten Arbeiter der autoritären Kontrolle der Betriebsführer, wodurch ihre innerbetriebliche Entscheidungsmacht enorm gesteigert wurde.
Psychologisch ist der Führergedanke eng verwoben mit der nationalsozialistischen Massenideologie und dem Bedürfnis von Führer und Masse nach wechselseitiger Bestätigung. Die Masse kann demnach ihre entpersönlichten Bedürfnisse in der Person des Führers verwirklichen, der seinerseits volkstribunhafte Akzeptanz in einer korporatistischen Gesellschaftsordnung („Volksgemeinschaft“) genießt und durch Akklamation bestätigt wird.

### Beispiel 1: Vereine
In Vereinen wurde das Führerprinzip Mitte des Jahres 1933 umgesetzt. Der Vorsitzende des Vereins wurde „entsprechend der Gleichschaltung neugewählt“. Seine Vertreter ernannte er dann, was „der Genehmigung der höheren Stellen unterlag“. Danach nannte er sich nicht mehr „Vorsitzender“, sondern „Führer“. Dies funktionierte auch auf mehreren Ebenen, so ernannte z. B. der Führer den Reichssportführer, dieser den Verbandsführer, dieser den Vereinsführer. Hierbei konnte es durchaus zu Konflikten und nachträglichen Korrekturen kommen, da beim Zusammenschluss von Verbänden im Zuge der Gleichschaltung verdiente Nationalsozialisten gegenüber anderen Parteigenossen zurückstehen mussten und sich dies so leicht nicht gefallen ließen.

### Beispiel 2: Militär
Die Verwendung des Begriffs „Entscheidung“ (s. o.) legt es nahe, an dieser Stelle auf den Zusammenhang mit den militärischen Kategorien „Befehl“ und „Gehorsam“ hinzuweisen. In der Tat hat der junge Philosoph Ernst Bloch in einer frühen Tagebuch-Notiz Hitlers Gewalt die drei Begriffe als zusammenhängende Charakteristik der Hitler-Bewegung genannt. Mit dem Führerprinzip wurde gewissermaßen das militärische Prinzip von Befehl und Gehorsam durch unbedingten Gehorsam verengt, der auch in der Zivilgesellschaft verlangt wurde. Es war deshalb nur konsequent, dass Hitler nach dem Tod des Reichspräsidenten von Hindenburg ab Sommer 1934 als „Führer und Reichskanzler“ den Eid der Wehrmacht auf sich als Führer des Deutschen Reiches und Volkes und später als Obersten Befehlshaber der Streitkräfte formulieren ließ.

### Beispiel 3: Verwaltung
Ab 1. Oktober 1933 gab es in Bremen nicht mehr den „Bürgermeister“, sondern den „Regierenden Bürgermeister“. Durch diesen Zusatz sollte auch in der Verwaltung das Führerprinzip betont werden. Aus dem Präsidenten des kollegialen Senats wurde der Regierende Bürgermeister mit Richtlinienkompetenz.
Ab 1935 galt für die Gemeinden des Dritten Reiches die Deutsche Gemeindeordnung, wonach sie in der „gelenkten Selbstverwaltung“ in die mittelbare Staatsverwaltung eingebunden werden sollten und die Bürgermeister nicht mehr gewählt, sondern auf Parteivorschlag ernannt wurden. Hierzu hatte der jeweilige Kreisleiter der NSDAP – im Sinne der „Einheit von Partei und Staat“ – der zuständigen Behörde drei Bewerber vorzuschlagen.

## Abgrenzung
Im Gegensatz zum demokratischen Prinzip, bei dem eine Gruppe ihre Vertreter wählt und die Machtbefugnisse des Vertreters durch die Wahl legitimiert werden (bottom-up), erfolgt beim Führerprinzip die Einsetzung des „Vertreters“ durch die jeweils übergeordnete Instanz ohne Möglichkeit der Einflussnahme durch die entsprechend untergeordnete Gruppe (top-down). Insofern lässt sich in einem nach dem Führerprinzip organisierten System die „Wahl“ von Amts- und Entscheidungsträgern immer bis auf den obersten Führer zurückverfolgen, während in einer Demokratie stets ein Zusammenspiel zwischen „oben“ und „unten“ wirksam ist.

### Erklärungsversuche
Nach Diemut Majer ist das Führerprinzip grundsätzlich ahistorisch, das heißt, es steht in keinem geschichtlichen Zusammenhang beispielsweise zu absolutistischen Ideen. Diese kannten im Gegensatz zum totalen Führerstaat noch gewisse Rechte (Naturrecht) und Pflichten gegenüber dem Untertanen, während jener keine Rechenschaft abzulegen brauchte. Gleichzeitig ist das Führerprinzip stark irrational und greift deswegen zu seiner eigenen Legitimation auf Mystizismus und Verklärung des Führers zurück (vgl. auch Personenkult).
Ein häufiger Erklärungsversuch greift auf sozialdarwinistische Vorstellungen zurück. Führer sei hierbei der „Stärkste“, indem er sich gegen die „Schwächeren“ durchsetze.
Nach Sigmund Freud und Gustave Le Bon ist das Führerprinzip in der Massenpsychologie bedeutsam. Da die Einzelperson innerhalb einer Masse suggestiven Einflüssen stärker ausgesetzt sei, komme dem Führer ähnlich wie bei hypnotischen Phänomenen dem Hypnotiseur große Bedeutung zu.

### Rechtstheorie
Der irrationale Charakter des Führerprinzips zeigt sich auch im Scheitern aller Versuche, das ideologische Konstrukt in eine juristische Form zu gießen (siehe Huber, 1939). Das Führerprinzip kann nach Majer schon rein logisch nicht zu einer staatsrechtlichen Kategorie werden, weil es selbst Staat und Recht negiert.